# Ellhofen

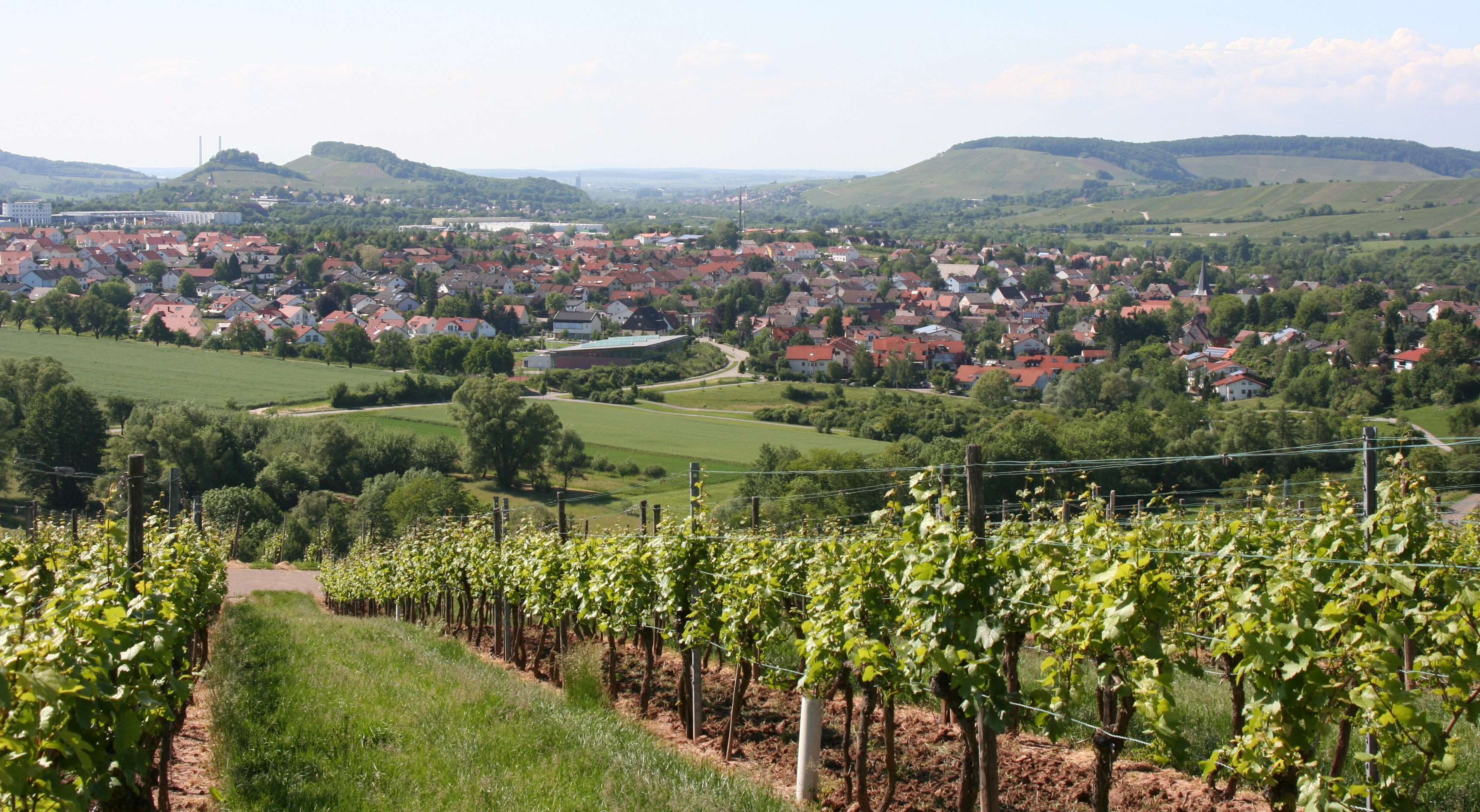
Ellhofen von Südosten

Ellhofen ist eine Gemeinde im Landkreis Heilbronn in Baden-Württemberg. Sie gehört zur Region Heilbronn-Franken und zur europäischen Metropolregion Stuttgart.

## Geographie

### Geographische Lage
Ellhofen liegt im Tal der Sulm am Zufluss des Ellbachs von Süden her und etwa sieben Kilometer östlich von Heilbronn, im Gipskeuper. Naturräumlich liegt die Gemeinde im Unterraum Weinsberger Tal der zu den Schwäbisch-Fränkischen Waldberge gehörenden Löwensteiner Berge. Die höchste Erhebung ist der 253 m hohe Ketzersberg am Ostrand des Gemeindegebietes im Gipskeuper, der eine Rundumsicht auf das Weinsberger Tal gewährt.

### Nachbargemeinden
Nachbarstädte und -gemeinden sind Weinsberg im Westen und Norden, Obersulm im Osten und Lehrensteinsfeld im Süden, alle zum Landkreis Heilbronn gehörend. Eine kleine Ellhofener Exklave (nur Wald) befindet sich nordöstlich der eigentlichen Gemeinde zwischen Weinsberg-Wimmental, Obersulm und Bretzfeld (Hohenlohekreis). Zusammen mit Eberstadt, Lehrensteinsfeld und Weinsberg bildet Ellhofen den Gemeindeverwaltungsverband „Raum Weinsberg“ mit Sitz in Weinsberg.

### Gemeindegliederung
Zu Ellhofen gehören keine weiteren Ortsteile oder Orte im geographischen Sinne. Auf der Ellhofener Gemarkung befand sich vielleicht früher der abgegangene, heute nicht mehr bestehende Ort Burkhardswiesen, der vielleicht aber auch auf der Gemarkung Weinsberg gelegen haben könnte.

### Flächenaufteilung
Nach Daten des Statistischen Landesamtes, Stand 2014.

## Geschichte

### Frühe Geschichte
Ellhofen wird im Öhringer Stiftungsbrief über die Gründung des Öhringer Chorherrenstiftes durch Bischof Gebhard II. von Regensburg im Jahre 1037 erstmals erwähnt. Die Hälfte Ellhofens befand sich zu dieser Zeit bereits im Besitz dieses Stifts. Gericht und Vogtei und damit die Obrigkeit über Ellhofen lagen vor der Mitte des 14. Jahrhunderts bei den Herren von Neuenstein, die dem Öhringer Stift 1354 drei Viertel am Gericht und an der Vogtei verkauften. Das restliche Viertel gelangte 1356 über Wolf von Stein, der es von seinem Schwiegervater Konrad von Neuenstein geerbt hatte, an Engelhard von Weinsberg.
Nach Aufhebung des Stifts in der Reformation wurden seine Güter und damit auch sein Ortsanteil an Ellhofen von den Grafen von Hohenlohe verwaltet, die schon zuvor als Vögte das Stift in Ellhofen vertreten hatten. Der Weinsberger Anteil ging in zwei Etappen 1412 und 1450 zunächst an die Kurpfalz und 1504 schließlich an Württemberg, das seinen Anteil 1755 dem Oberamt Weinsberg zuordnete. Obwohl nur im Besitz des geringeren Anteils an Ellhofen, gelang es Württemberg dennoch, seine Rechte in Ellhofen mehr und mehr zu erweitern. Nach jahrzehntelangen Streitigkeiten zwischen Hohenlohe und Württemberg wurde im Weinsberger Abschied aus dem Jahre 1567 die landesfürstliche und hohe Obrigkeit über Ellhofen den Württembergern zugestanden. Auch in der Folgezeit kam es jedoch immer wieder zu Streit zwischen den beiden Ortsherrschaften.

### 19. und 20. Jahrhundert
Durch die Mediatisierung kam auch der hohenlohische Teil Ellhofens 1806 an das neue Königreich Württemberg. Nach der im Zuge einer Verwaltungsreform des Volksstaates Württemberg durchgeführten Auflösung des Oberamtes Weinsberg wurde der Ort 1926 dann dem Oberamt Heilbronn zugeordnet. Seit der Verwaltungsreform 1938 während der NS-Zeit in Württemberg gehört Ellhofen zum Landkreis Heilbronn.
Gegen Ende des Zweiten Weltkriegs wurde Ellhofen häufig von amerikanischen Tieffliegern heimgesucht. Das Rathaus sowie drei Wohnhäuser wurden durch Artilleriebeschuss und am 20. März 1945 die Bahnhofsgegend durch Bomben und einer Explosion von zwei mit Pulver beladenen Wagen zerstört.
Deutsche Truppen sprengten in der Nacht vom 12. auf den 13. April 1945 vor ihrem Rückzug Bahn- und Flussbrücken. Tagsüber kamen gegen 13:30 Uhr aus Richtung Weinsberg amerikanische Panzer, wodurch die Bewohner gezwungen wurden, in einfachen Gebäuden wie Schuppen zu hausen. Einen Tag später, am 14. April, wurde von den Amerikanern der Bürgermeister seines Amtes enthoben. 1945 wurde der Ort Teil der Amerikanischen Besatzungszone und gehörte somit zum neu gegründeten Land Württemberg-Baden, das 1952 im jetzigen Bundesland Baden-Württemberg aufging.

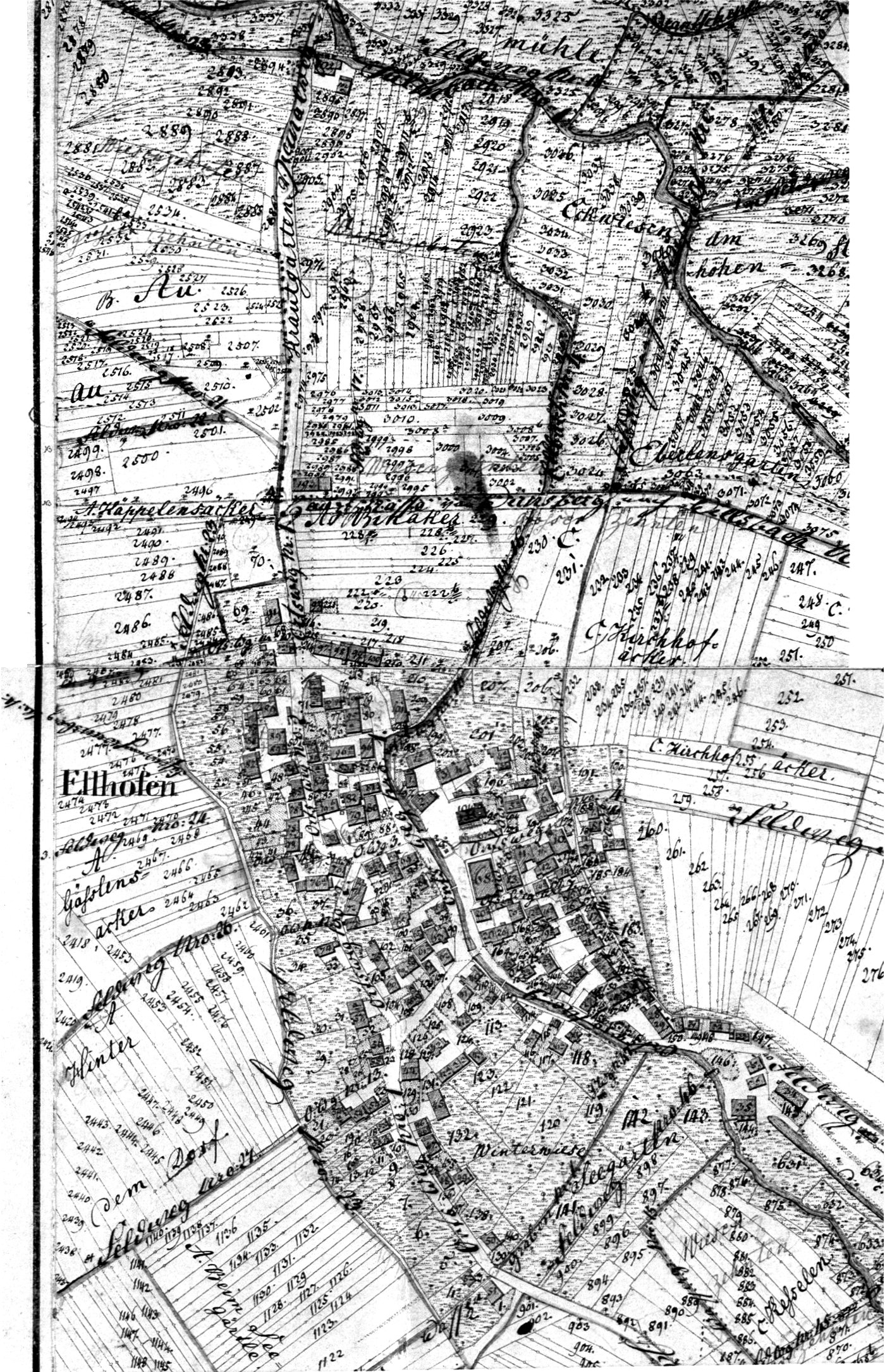
Ortsplan Ellhofen von 1833

### Religionen
1412 erwarb die Kurpfalz gemeinsam mit der Hälfte von Burg und Ort auch das Patronatsrecht über die Kirche von den Herren von Weinsberg. Im Bayerischen Erbfolgekrieg 1504 kam Ellhofen mit der Herrschaft Weinsberg an Württemberg und wurde von dort aus 1534 reformiert. Seither ist der Ort weitgehend evangelisch geprägt. Heute gibt es die evangelische Kirchengemeinde Ellhofen (seit 1952, vorher Filial der Weinsberger Kirchengemeinde), die zum Kirchenbezirk Weinsberg-Neuenstadt der Evangelischen Landeskirche in Württemberg gehört.
Für die katholischen Christen ist die römisch-katholische Kirchengemeinde in Wimmental zuständig. Mit der 1967 geweihten Heilig-Kreuz-Kirche gibt es in Ellhofen aber ein eigenes katholisches Kirchengebäude. Auch eine neuapostolische Kirchengemeinde mit eigenem Kirchengebäude ist am Ort.

### Einwohnerentwicklung

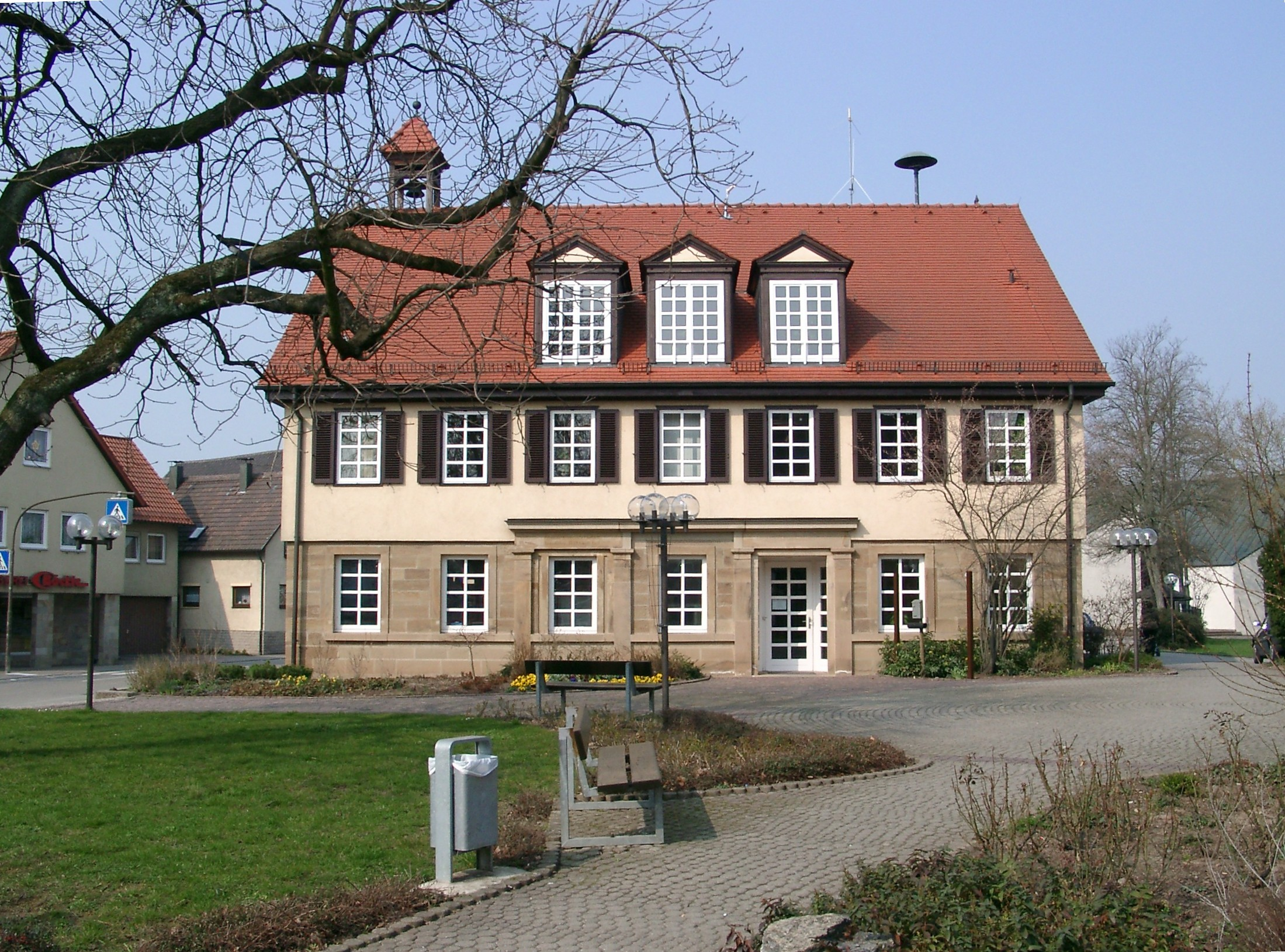
Das Rathaus von Ellhofen

- 1702: 0338 Einwohner
- 1745: 0491 Einwohner
- 1933: 0863 Einwohner
- 1939: 0934 Einwohner
- 1945: 1068 Einwohner
- 1991: 3038 Einwohner
- 1995: 3057 Einwohner
- 2000: 3260 Einwohner
- 2005: 3352 Einwohner
- 2010: 3328 Einwohner
- 2015: 3562 Einwohner
- 2020: 3738 Einwohner
- 2022: 3931 Einwohner
- 2023: 3982 Einwohner

## Politik

### Gemeinderat
Der Gemeinderat in Ellhofen besteht aus zwölf Mitgliedern und dem Bürgermeister als Vorsitzendem. Der Bürgermeister ist im Gemeinderat stimmberechtigt. Die Kommunalwahl am 9. Juni 2024 führte zu folgendem Endergebnis.
| Parteien und Wählergemeinschaften | Parteien und Wählergemeinschaften | % 2024  | Sitze 2024 | % 2019 | Sitze 2019 |
| FWV                               | Freie Wählervereinigung Ellhofen  | 50,22   | 6          | 59,4   | 7          |
| BE                                | Bürgerliste Ellhofen              | 23,92   | 3          | 40,6   | 5          |
| EllLi                             | Ellhofener Liste                  | 25,86   | 3          | 0,0    | 0          |
| gesamt                            | gesamt                            | 100,0   | 12         | 100,0  | 12         |
| Wahlbeteiligung                   | Wahlbeteiligung                   | 65,66 % | 65,66 %    | 63,7 % | 63,7 %     |

### Bürgermeister
Bürgermeister bzw. (vor dem 1. Dezember 1930) Schultheiße Ellhofens waren seit Beginn des 20. Jahrhunderts:
- 1878–1906: Albrecht Hofmann
- 1906–1919: Karl Gettling
- 1919–1945: August Breitenbücher
- 1945–1946: Karl Schwarz
- 1946–1948: Walter Meyle
- 1948–1978: Ernst Schulz
- 1978–2003: Georg Michl (CDU[10])
- 2003–2023: Wolfgang Rapp (SPD[11])
- Seit 2024: Felix Pontow (parteilos[12])

Bürgermeister ist seit dem 22. Januar 2024 Felix Pontow. Er wurde am 8. Oktober 2023 mit 93,9 Prozent der Stimmen zum Nachfolger von Wolfgang Rapp (SPD) gewählt, der das Amt zum Jahresende 2023 niedergelegt hatte.

### Wappen und Flagge

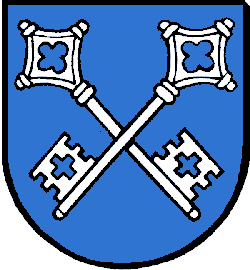
Wappen Ellhofens

Die Blasonierung des Ellhofener Wappens lautet: In Blau zwei schräg gekreuzte silberne Schlüssel mit nach unten und auswärts gekehrten Bärten. Die Flagge der Gemeinde ist Weiß-Blau.
Der Schlüssel ist das Attribut des heiligen Petrus. In den Ellhofener Gemeindesiegeln sind die Schlüssel seit 1844 festzustellen. Sie können sowohl auf Petrus als Mitpatron der Ellhofener Kirche als auch auf das Stift in Öhringen bezogen werden, das seit dem 11. Jahrhundert in Ellhofen Besitz hatte und den Heiligen Petrus und Paulus geweiht war. 1938 wurden die Schlüssel erstmals zu Wappenfiguren des Ellhofener Wappens. Die Wappenfarben wurden ebenfalls 1938 von der württembergischen Archivdirektion vorgeschlagen. Wappen und Flaggenfarben wurden der Gemeinde am 25. März 1963 vom baden-württembergischen Innenministerium verliehen.

### Partnergemeinde
Nach ersten Kontakten ab 1986 ist seit 1988 das italienische Peccioli (Provinz Pisa, Toskana) Partnergemeinde Ellhofens. In Ellhofen kümmert sich der Verein zur Pflege internationaler Beziehungen um die Pflege der Partnerschaft.

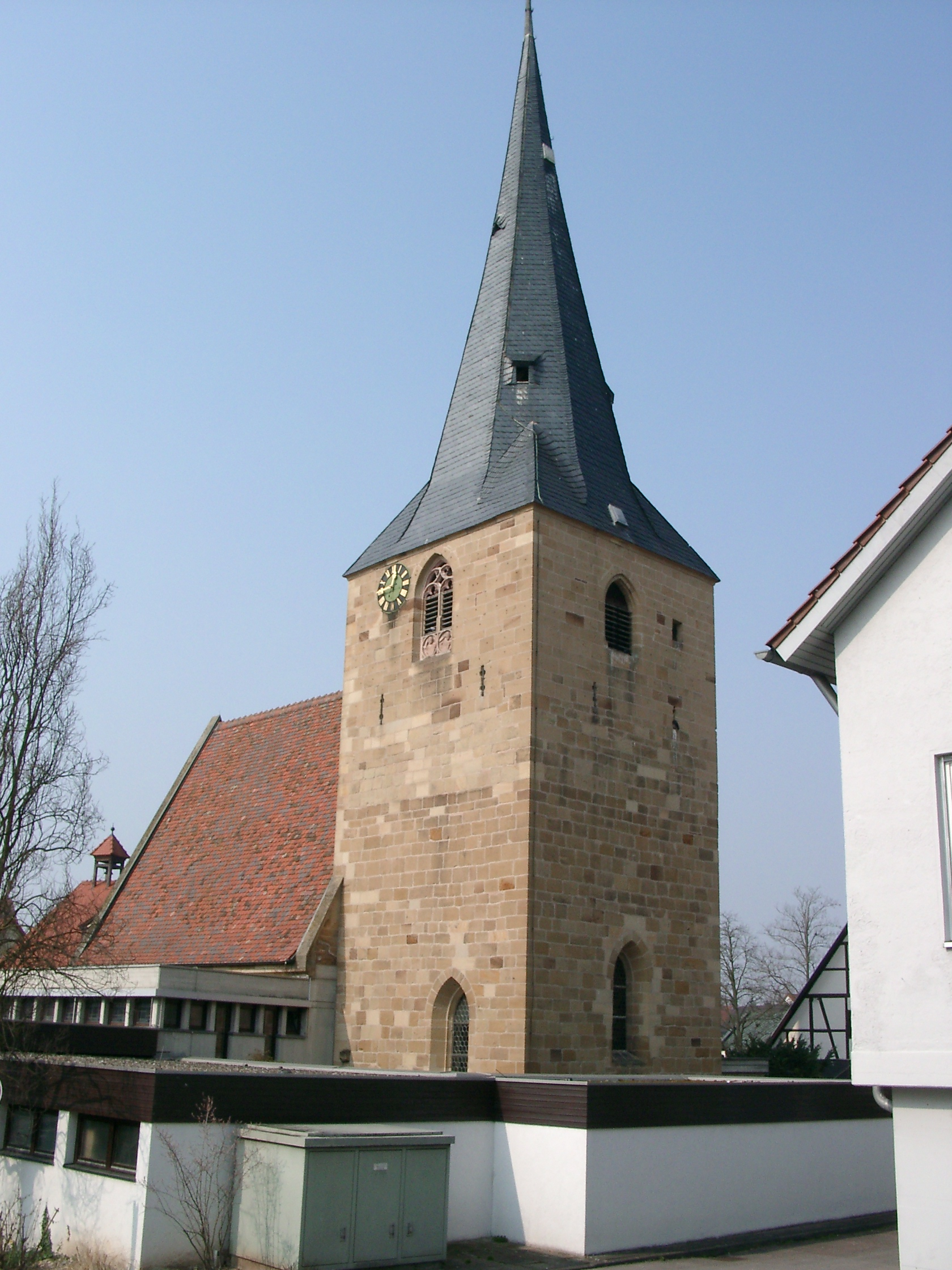
Die evangelische Kirche zum Heiligen Kreuz, Sankt Peter und Genovefa

## Kultur und Sehenswürdigkeiten

### Kirche zum Heiligen Kreuz, Sankt Peter und Genovefa
Die evangelische wurde bereits im 14. Jahrhundert erwähnt. Den Kern des heutigen Bauwerks bildet eine romanische Chorturmkirche, mit deren Bau – vermutlich am Platz einer früheren Kapelle – gemäß den im Turmchor erhaltenen Fresken spätestens um 1380 begonnen worden sein dürfte. Nach einer Bauinschrift wurde der Chorturm 1498 in seiner heutigen Gestalt fertiggestellt. Der heute noch erhaltene spätgotische Schnitzaltar, der Ellhofener Altar, kam vermutlich im Zusammenhang mit diesem Ausbau in die Kirche. Erneuerungsmaßnahmen sind für 1733, 1741 und 1799 belegt. 1837 wurde die Kirche nach Süden hin durch einen Querhausanbau bei Entfernen der Südwand erweitert und der Innenraum als Querkirche gestaltet. Im kreuzgewölbten Chor des Ostturms wurden vom Ulmer Restaurator Walter Hammer 1960 Wandmalereien freigelegt. Zwischen 1971 und 1977 wurde die Kirche vom Stuttgarter Bauhistoriker und Architekt Walther-Gerd Fleck (1926–2014) gründlich bauhistorisch erfasst und im Verbund mit einer baulichen Verbreiterung des Kirchenschiffes (Neubau des nach Norden und Süden verbreiterten Schiffs zu einem querrechteckigen Kirchenraum mit einer Neuinterpretation des Querkirchen-Konzepts). Die Westgiebelwand wurde saniert und erhalten, die Ausrichtung der Bankreihen in zwei diagonalen Blöcken auf die liturgische Mitte (Kanzel und Altar) geschah weitgehend nach den Kirchbau-Grundsätzen des Wiesbadener Programms. Der Gemeindehausanbau im Süden erlaubt mittels einer Faltwand die Einbeziehung des Gemeindesaals in den Kirchenraum. Die abstrakt-ornamentalen Bleiverglasungen der Fenster im Erweiterungsbau schuf die Stuttgarter Glasmalwerkstatt V. Saile.
Die Kirche beherbergt den bedeutenden Schnitzaltar aus dem 16. Jahrhundert, der dem Umfeld Hans Seyfers zugeschrieben wird und im Zentrum die Anbetung der Könige als vollplastische Schnitzfiguren zeigt. Auf den Innenflügeln sind in den oberen Hälften die Verkündigung an Maria und Mariä Heimsuchung, in den unteren die Geburt Christi und die Beschneidung des Herrn jeweils als Reliefschnitzereien zu sehen. Die Außenseiten der Flügel sind bemalt. Links oben wird die Geburt des Gottessohns und rechts oben die Anbetung durch die Heiligen Drei Könige (Epiphanie) gezeigt. Die beiden unteren Gemälde zeigen Bilder aus dem Leben der Heiligen Genovefa. Die Predella zeigt Christus als Schmerzensmann zwischen seiner Mutter und Johannes, dem Evangelisten, jeweils als plastische Halbfiguren. Im Altarauszug befinden sich vollplastische Figuren des Hl. Christophorus, der Hl. Barbara, der Hl. Genoveva, jeweils in von Gesprenge bekrönten Nischen. Der Taufstein von 1677 und die stilistisch schon auf das Barock hinführende Kanzel stammen aus gleicher Zeit. Danach bis zur 2. Hälfte des 18. Jahrhunderts sind die 18 Gemälde der ehemaligen Emporenbrüstung entstanden, die nach dem Wegfall der alten Emporen seit 1977 an der Westwand platziert sind. Als Vertreter des Alten und des Neuen Bundes sind Mose und Christus direkt neben dem Eingang angeordnet, die Apostel mit Bibelzitaten und ihren Attributen links und rechts davon. Die Sichtbetonwand außen nördlich des Westeingangs trägt seit 1982 eine Bronzeskulptur von der Bildhauerin Ingrid Seddig (1926–2008) aus Korb/Remstal. Sie thematisiert das Jesuswort „Kommt her zu mir alle, die ihr mühselig und beladen seid; ich will euch erquicken“ (Mt 11,18 ). Das Relief wurde eingeweiht am 4. Dezember 1982, dem Heilbronner Gedenktag an die Stadtzerstörung 1944.

### Spatzenhof
Ellhofen beherbergt den 1561 erbauten Spatzenhof. Fundament und Keller könnten noch älter sein. Das mittlerweile zum Privathaus umgebaute und sanierte Gebäude, gehörte ursprünglich zum Kloster Schöntal und diente als Klosterhof.

### Regelmäßige Veranstaltungen
Der Ellhofener Karnevalsverein, die Sulmtalnarren mit ihrer Symbolfigur Till, veranstaltet in jedem Jahr zur Faschingszeit einen Umzug sowie diverse Prunksitzungen. Am ersten Wochenende des Monats September veranstaltet der Musikverein Ellhofen die Ellhofener Straßenkärwe rund um den Kirchplatz. Am 1. Wochenende nach dem 1. Mai findet in und um die Gemeinde ein von Vereinen organisiertes Frühlingsfest statt.

## Wirtschaft und Infrastruktur

### Weinbau
Ellhofen ist ein traditionsreicher Weinbauort im Weinbaugebiet Baden-Württemberg, dessen Lagen zu den Großlagen Staufenberg und Salzberg im Bereich Württembergisch-Unterland gehören. Der Weinbau im Ort ist seit 1264 überliefert. Die Ellhoferin Petra Seiter war 1989/90 Württembergische Weinkönigin.

### Verkehr
Ellhofen liegt beim Autobahnkreuz Weinsberg an der A 81 (Würzburg–Singen (Hohentwiel)), Ausfahrt Weinsberg/Ellhofen. Die Bundesstraße 39 sowie die Bahnstrecke Heilbronn–Crailsheim, auf der heute sowohl die Stadtbahn Heilbronn (Linie S4) als auch Regional-Express-Züge fahren, führen durch den Ort, wobei nur die Stadtbahn an den Ellhofener Haltestellen hält. Die Stadtbahn Heilbronn fährt bis Öhringen bzw. bis Karlsruhe.  Ellhofen verfügt über die zwei Haltestellen Ellhofen (Bahnhof) und Weinsberg/Ellhofen Gewerbegebiet. Zudem verkehrt eine Buslinie (Linie 632) des HNV, welche die vier Bushaltestellen in Ellhofen sowie einige Nachbargemeinden anfährt.
Durch eine Alltagsroute aus dem Radnetz Baden-Württemberg ist Ellhofen über Weinsberg mit Heilbronn und in der anderen Richtung über Obersulm und Bretzfeld mit Öhringen verbunden. Der Württemberger Weinradweg führt auf derselben Strecke als Landes-Radfernweg durch die Gemeinde. Er beginnt in Rottenburg am Neckar und führt nach Niederstetten.

### Ansässige Unternehmen
Größter Arbeitgeber in Ellhofen ist das Unternehmen Edeka Südwest, das 2005 von der deutschen Spar Handels AG deren seit Jahrzehnten im gemeinsamen Gewerbegebiet mit Weinsberg unterhaltenes Großlager (sowie einen Eurospar-Markt) übernahm. Von den einst (Stand Mitte Dezember 2005) über 700 Arbeitsplätzen waren zwischenzeitlich nur 370 übrig geblieben; bis September 2006 war die Zahl aber wieder auf 540 angestiegen, bis Juni 2008 auf rund 600, bis November 2017 auf rund 700.

### Medien
Über das Geschehen in Ellhofen berichten die Tageszeitung Heilbronner Stimme in ihrer Ostausgabe und das wöchentliche Amtsblatt Ellhofener Heimatschau. Das Anzeigenblatt echo erscheint in Ellhofen in der Ausgabe Süd Samstags, bis 2023 Samstags und Mittwochs. Zudem gab es von 1973 bis 2011 die regionale kostenfreie Wochenzeitung Neckar Express, die auch in Ellhofen verteilt wurde.

### Bildung
In Ellhofen befindet sich die Johann-Dietz-Grundschule. Daneben gibt es drei Kindergärten (je einen kommunalen, evangelischen und römisch-katholischen Kindergarten). Eine evangelische Gemeindebücherei hat einige Stunden pro Woche geöffnet.
Darüber hinaus unterhält die Volkshochschule Unterland in Ellhofen eine Außenstelle.

## Persönlichkeiten

### Ehrenbürger
- Klaus Trender (* 1938), langjähriger stellvertretender Bürgermeister und Gemeinderat[34] (ab 1975 CDU, zuvor UWV)[35] (verliehen 2006)[36]
- Georg Michl (* 1950), langjähriger Bürgermeister (CDU) (verliehen 2010)[37]

### Söhne und Töchter der Gemeinde
- Alfred Arnold (1888–1960), Politiker (NSDAP), Abgeordneter im Landtag von Württemberg und Mitglied des Reichstags
- Dr. Johann Dietz (1898–1988), Regierungsdirektor des Oberschulamtes Stuttgart, Namensgeber für die Johann-Dietz-Grundschule Ellhofen[38]
- Wilhelm Paul Kleinknecht (1937–1957), verstorben beim Iller-Unglück am 3. Juni 1957